# كميليا جبران
كميليا جبران (عكا 1963 - ..)، مطربة فلسطينية، ولدت لأبوين من بلدة الرامة الفلسطينية في الجليل الأعلى. كان والد كميليا المدعو إلياس جبران صانع معدات موسيقية أصيل ومدرس موسيقى؛ فكان هو أول مصدر لتعليم الموسيقى العربية القديمة لها. وفي القدس ولمدة عشرين عاماً كانت كميليا جزءاً من فرقة صابرين الفلسطينية والمؤدي الصوتي الأول للفرقة ولاعبة العود والقانون وبعض الأدوات الموسيقى الشرقية الأخرى. ومن عام 1982 إلى 2002، مثلت كميليا وفرقتها صابرين صوت المقاومة والصراع من أجل الحرية.
في نهاية التسعينات، دخلت في عمل مواز موسع في فرنسا واتجهت في العام 2002 إلى أساليب موسيقية مختلفة. تجسد ذلك بشكل أساسي في مدينة بيرن عندما أنتجت 'محطات'. عام 2004 قامت بالمشاركة مع فيرنر هيسلر المختص السويسري في الموسيقى الإلكترونية بعمل ألبوم حمل اسم «وميض».
عام 2009 أصدرت ألبومها الأخير الذي حمل عنوان «مكان»، وقد عملت فيه على تلحين وغناء قصائد لشعراء عرب، بينهم سلمان مصالحة، حسن النجمي وآخرون.

## أعمال موسيقية
قدمت كاميليا جبران مجموعة كبيرة من الأغنيات التي تميزت على المستوى المحلي والدولي، وقد ترسخت بعض هذه الأغنيات في الوعي الفلسطيني خاصة كجزء أصيل منه، كأغنية عن إنسان من كلمات الشاعر محمود درويش، وأغنية أعيشك في المحل تينا وزيتا من كلمات الشاعر عبد اللطيف عقل، كما قدمت عدة أغنيات من كلمات حسين البرغوثي، كما وغنت لشعراء عرب كبار مثل طلال حيدر من لبنان وسيد حجاب من مصر، وكانت ألبوماتها الأربعة الأولى من ألحان وتوزيع الموسيقار سعيد مراد.
ألبوماتها:
- دخان البراكين
- موت النبي
- جاي الحمام
- صللي عللي
- وميض
- مكان
- ونبني
- عن إنسان